# Selenidera
A Selenidera a madarak (Aves) osztályának harkályalakúak (Piciformes) rendjébe, ezen belül a tukánfélék (Ramphastidae) családjába tartozó nem.

## Tudnivalók
A Selenidera-fajok Dél-Amerika trópusi területein fordulnak elő; csak egy faj található meg Közép-Amerikában. Az alföldi esőerdőket választják élőhelyül; 1500 méternél magasabban nemigen élnek. Mindegyik fajnál a háti rész zöld, a farokalatti rész vörös, míg a szemek körül a csupasz bőr kék vagy kékeszöld. A többi tukánfélétől eltérően, a fajokon belül a nemek különböző színűek. A hímek feje teteje fekete, a tarkójuk, torkuk és begyük, valamint a fültájékuk narancssárgás-sárgák. A tojók esetében a hímek fekete részeit, barna váltja fel; a fültájéknál a színezet kevésbé szembetűnő. Kis termetű tukánok, átlagosan 30-35 centiméter hosszúak. Általában magányosan vagy párban láthatók. Főleg gyümölcsökkel táplálkoznak. A fészket egy mély faodúba készítik. A fehér tojásokon mindkét szülő kotlik.

## Rendszerezés
A nembe az alábbi 6 faj tartozik:
- Selenidera gouldii (Natterer, 1837)
- sávoscsőrű törpetukán (Selenidera maculirostris) (Lichtenstein, 1823)
- Natterer-törpetukán (Selenidera nattereri) (Gould, 1835)
- borsevő törpetukán (Selenidera piperivora) (Linnaeus, 1758)
- Selenidera reinwardtii (Wagler, 1827)
- Selenidera spectabilis Cassin, 1858

### Fordítás
- Ez a szócikk részben vagy egészben  a   Selenidera című angol Wikipédia-szócikk ezen változatának fordításán alapul.  Az eredeti cikk szerkesztőit annak laptörténete sorolja fel. Ez a jelzés csupán a megfogalmazás eredetét és a szerzői jogokat jelzi, nem szolgál a cikkben szereplő információk forrásmegjelöléseként.